# Cutandia
Cutandia es un género de plantas herbáceas perteneciente a la familia de las poáceas. Es originario del Mediterráneo y Asia occidental.

## Descripción
Son plantas anuales. Hojas con vainas de márgenes libres; lígula membranosa, lacerada; limbo plano o convoluto. Inflorescencia en panícula laxa, ramificada, a menudo con ramas divaricadas en el extremo. Espiguillas comprimidas lateralmente, con 5-12 flores hermafroditas; raquilla glabra, desarticulándose en la madurez. Glumas 2, desiguales, subcoriáceas, más cortas que las flores; la inferior con 3 nervios; la superior membranosa, con 2 quillas escábridas. Lodículas ovado-acuminadas, a menudo más o menos bilobadas. Androceo con 3 estambres. Ovario glabro. Cariopsis linear-oblonga, glabra.

## Taxonomía
El género fue descrito por Heinrich Moritz Willkomm y publicado en Botanische Zeitung (Berlin) 18: 130. 1860. La especie tipo es: Cutandia scleropoides Willk. 
Etimología
El nombre del género fue otorgado en honor del botánico español Vicente Cutanda. 
Citología
Número de la base del cromosoma, x = 7. 2n = 14. Cromosomas "grandes".

## Especies
- Cutandia dichotoma
- Cutandia divaricata
- Cutandia incrassata
- Cutandia lanceolata
- Cutandia maritima
- Cutandia memphitica
- Cutandia philistaea
- Cutandia rigescens
- Cutandia scleropoides
- Cutandia stenostachya